# Ramón Blanco Rodríguez
Ramón Blanco Rodríguez (Vimianzo, 20 de febrer de 1952 - Cadis, 9 de maig de 2013) va ser un futbolista i entrenador gallec.
Inicia la seua etapa de jugador a l'equip argentí de l'Sportivo Italiano. El 1972 retorna a l'Estat espanyol, fitxat pel RCD Mallorca, en aquell temps a Segona Divisió. Després d'un any, debuta a la màxima categoria espanyola de la mà del Reial Betis. Passa dues temporades amb els sevillans, en les quals només hi disputa 14 partits.
El 1976 fitxa pel Cadis CF. Hi milita quatre campanyes a l'equip cadista, amb qui aconsegueix un efímer ascens a Primera, el 1977.
Com a tècnic va dirigir al Cadis CF a primera divisió entre 1990 i 1993. Posteriorment va entrenar a l'Atlético Marbella a Segona Divisió.